# Melanochelys tricarinata
Melanochelys tricarinata är en sköldpaddsart som beskrevs av Edward Blyth 1856. Arten ingår i släktet Melanochelys och familjen Geoemydidae. IUCN kategoriserar Melanochelys tricarinata globalt som sårbar. Inga underarter finns listade i Catalogue of Life.
Malayemys subtrijuga återfinns i norra Bangladesh, södra Nepal och i delstaterna Arunachal Pradesh, Assam, Bihar, Uttar Pradesh och Västbengalen i norra Indien.
Arten är helt landlevande och återfinns i löv- och barrskog samt flodgräsmarker.
Honorna lägger ett till tre ägg åt gången under vintermånaderna. Äggen är mellan 38 och 47 millimeter långa och mellan 23 och 27 millimeter breda. Äggen kläcks efter 60 till 72 dagar, detta äger rum under våren i februari, april eller maj. Ungarnas ryggsköldar mäter mellan 3,3 och 4 centimeter i längd när de är nykläckta.